# Комплекс виробництва олефінів в Їньчуані
Комплекс виробництва олефінів в Їньчуані — розташоване на півночі Китаю підприємство вуглехімічної промисловості.
На тлі зростаючого попиту на полімери та з урахуванням великих запасів вугілля, в Китаї у 2010-х роках почали споруджувати орієнтовані на виробництво олефінів вуглехімічні комплекси, котрі передусім з'являлись у північних провінціях країни. Зокрема, в Їньчуані (Нінься-Хуейський автономний район) створили одразу два такі виробництва — компаній Shenhua Ningxia Coal Group (орієнтоване переважно на випуск пропілену) та Ningxia Baofeng. В останньому випадку методом газифікації вугілля отримували 1,8 млн тонн метанолу, з якого в подальшому синтезували 300 тисяч тонн етилену та 300 тисяч тонн пропілену. Надалі ці олефіни споживались лініями поліетилена високої щільності/лінійного поліетилена низької щільності та поліпропілена такої ж потужності.
У 2019 році на цьому ж майданчику запустили другу чергу з аналогічними проектними показниками — 1,8 млн тонн метанолу, по 300 тисяч тонн етилену, пропілену, поліетилену, поліпропілену. Втім, на цей раз початок роботи заводу метанолу відтермінувався щонайменше до весни 2020 року, що змусило до тих пір здійснювати закупівлю сировини на відкритому ринку.